# Славин, Морис
Моррис Славин (англ. Morris Slavin, 1913, Киев — 6 февраля 2006, Денвер) — американский историк украинского происхождения, доктор наук, профессор Янгстаунского государственного университета. Член Американской ассоциации историков и Академии истории штата Огайо.

## Биография
Родился в Киеве, на Украине, в еврейской семье. Родители были членами Бунда и во время гражданской войны служили зубными врачами в Красной армии. Уехал из Советского Союза в 1923 году. Жил в Огайо, США. В 1938 году окончил Огайский государственный университет. Затем работал на металлургических предприятиях и принимал активное участие в рабочем движении. В 1947 году стал преподавателем Янгстаунского государственного университета, специалист в области истории Франции, работы по истории Великой французской революции с точки зрения «истории низов» в духе Альбера Собуля и Жоржа Лефевра. Известны его коммунистические взгляды, в 30-50-х годах — участник американского троцкистского движения.

## Сочинения
- The French Revolution in Miniature: Section Droits-de-L’Homme, 1789—1795, Princeton, 1984.
- The Making of an Insurrection: Parisian Sections and the Gironde, Havard, 1986.
- The Hébertistes to the Guillotine: Anatomy of a «Conspiracy» in Revolutionary France, Louisiana State, 1994.
  - Эбертисты под ножом гильотины. М.: ООО «Соверо-Принт». 2005
- The Left and the French Revolution, Humanities, 1995.

### Эссе
- The Heroic Individual and His Milieu, in Debating Marx, ed. Louis Pastouras, EmText, 1994.
- Robespierre and the Insurrection of 31 May — 2 June 1793, in Robespierre, ed. Colin Haydon and William Doyle, Cambridge University Press, 1999.

## Публикации
- Review of book on Annales School, 1991
- Review-essay on studies of Lenin and Bolshevism, 1996
- Review of Russian Trotskyist memoir, 1997
- Review of book on French Revolution in Russian intellectual life, 1997